# Richard Heuberger
Richard Heuberger (Graz, 18 giugno 1850 – Vienna, 28 ottobre 1914) è stato un compositore, direttore d'orchestra e insegnante austriaco.

## Biografia
Nacque a Graz, e inizialmente si dedicò a studi di ingegneria, ma nel 1876 si avvicinò alla musica e frequentò il Conservatorio di Graz, dove ebbe come maestro Robert Fuchs.
Trasferitosi a Vienna, assunse il ruolo di maestro del coro  del Wiener Akademischer Gesangverein,  successivamente diresse la Wiener Singakademie.
È stato un giornalista, critico musicale dapprima al Neue Wiener Tagblatt, poi dal 1899 alla "Allgemeine Zeitung" (Monaco di Baviera). Nel 1896 succedette a Eduard Hanslick come critico musicale alla Neue Freie Presse di Vienna, con la quale collaborò per cinque anni.
Inoltre ha diretto il Wiener Maennergesangverein fino a cinque anni dalla morte e dal 1902 ha insegnato al Conservatorio di Vienna.
Tra le sue opere principali, sono da annoverare musiche orchestrali e da camera; operette e le opere Manuel Venegas e Mirjam.
Tra le pubblicazioni, ricordiamo una biografia di Schubert e la ristampa del Trattato di contrappunto di Luigi Cherubini.
Grande amico di Johannes Brahms a Vienna, (ma lo incontrò per la prima volta a Graz, nel 1867, durante un concerto con József Joachim) lo frequentò assiduamente e scrisse poi le Erinnerungen an Johannes Brahms (Hans Schneider, Tutzing, 1971) a tutt'oggi le più ricche di notizie che possediamo sul grande musicista amburghese.
Nel 1912 Der Opernball ebbe la prima al Broadway Theatre di New York con Marie Cahill, invece ebbe la prima al Wiener Staatsoper nel 1931 diretta da Clemens Krauss con Lotte Lehmann, arrivando a 43 recite fino al 1954; risultò la sua opera più popolare.

## Opere principali
Operette
- Der Opernball, operetta in 3 atti, libretto di Victor Léon e Heinrich von Waldberg (successo al Theater an der Wien 1898)
- Ihre Excellenz, operetta in 3 atti, libretto di Victor Léon e Heinrich von Waldberg (Theater an der Wien 1899)
- Der Sechsuhrzug, operetta, libretto di Victor Léon e Leo Stein (scrittore) (Theater an der Wien 1900)
- Das Baby (1902)
- Der Fürst von Düsterstein (1910 nell'Johann Strauß-Theater di Vienna)
- Don Quixote (1910 nell'Johann Strauß-Theater di Vienna)

Opere
- Abenteuer einer Neujahrsnacht (1886)
- Manuel Venegas (1889 a Lipsia)
- Mirjam oder Das Maifest (rifacimento di Manuel Venegas), opera in 3 atti, libretto di Ludwig Ganghofer (1894) allo Staatsoper
- Barfüssele (1905)

Balletti
- Die Lautenschlägerin (1896)
- Struwwelpeter (1897)